# Agua Caliente, Jalisco
Agua Caliente är en ort i Mexiko.   Den ligger i kommunen Chimaltitán och delstaten Jalisco, i den centrala delen av landet, 500 km nordväst om huvudstaden Mexico City. Agua Caliente ligger 857 meter över havet och antalet invånare är 432.
Terrängen runt Agua Caliente är kuperad åt sydost, men åt nordväst är den bergig. Agua Caliente ligger nere i en dal. Runt Agua Caliente är det mycket glesbefolkat, med 7 invånare per kvadratkilometer. Närmaste större samhälle är Bolaños, 6,6 km norr om Agua Caliente. I omgivningarna runt Agua Caliente växer huvudsakligen savannskog.